# Drill Team (Band)
Drill Team ist eine US-amerikanische alternative Post-Grunge-Band aus Los Angeles, Kalifornien. Die Band wurde Mitte der 1990er Jahre gegründet und umfasste als Urbesetzung die Musiker Michael Long (Gitarre, Gesang), Jeff Watson (Bass), Chris Etzler (Gitarre) und Apollo Strange (Schlagzeug).

## Geschichte
Nach einigen kleineren Umbesetzungen zwischendurch unterschrieb die Band beim Label Reprise Records einen Vertrag und veröffentlichte 1996 zuerst die Debüt-Single Pluto My Cream. 1998 folgte ihr erstes Album in voller Länge, Hope and Dream Explosion, das mit den Produzenten Clive Langer, Alan Winstanley und David Kahne aufgenommen wurde.
Konzerte und Live-Auftritte der Band Drill Team fanden 1998 unter anderem in Texas, Boston, Chicago und Los Angeles statt.
Die Freunde Jeff Watson und Michael Long, die beide in San José aufgewachsen sind, hatten 1988 bereits zusammen die New-Wave-Gruppe Colour Scream gegründet. Gegenüber der damaligen Band Colour Scream klingt die Musik von Drill Team deutlich rockiger und härter. Sie orientierten sich mit dem 1998er Album musikalisch eher an Gruppen wie den Foo Fighters oder King’s X.

## Diskografie

### Alben
- 1998: Hope and Dream Explosion (Reprise Records)

### Singles
- 1996: Pluto My Cream (Reprise Records)[4]
- 1998: Hold You Down (Reprise Records)[5]